# Ibrahim Hamato
Ibrahim Hamato (* 1. července 1973, Dumját) je egyptský stolní tenista. Vyhrál několik cen v průběhu let, včetně stříbrných medailí na mistrovství Afriky ve para kategorii stolního tenisu v letech 2011 a 2013.
Přišel o obě ruce v důsledku vlakové nehody, když mu bylo 10 let. V jeho vesnici bylo možné hrát jen stolní tenis nebo fotbal, zkusil obojí, ale překvapivě nakonec zvítězil stolní tenis.
Reprezentoval Egypt na Letních paralympijských hrách 2016 v Riu de Janeiru a znovu také v roce 2021 v Tokiu.